# Tindfjallajökull
Tindfjallajökull är en 1 463 m hög stratovulkan på Island.